# Leia hungarica
Leia hungarica är en tvåvingeart som beskrevs av Sevcik och Papp 2003. Leia hungarica ingår i släktet Leia och familjen svampmyggor.
Artens utbredningsområde är Ungern. Inga underarter finns listade i Catalogue of Life.